# Mantlach (Titting)
Mantlach ist ein Kirchdorf und Ortsteil des Marktes Titting im oberbayerischen Landkreis Eichstätt in Bayern.

## Geografische Lage
Das Straßendorf liegt etwa 1,5 km nördlich des Anlautertals auf der Hochfläche des Südlichen Frankenjuras auf 535 Meter Meereshöhe an der Staatsstraße 2225. Vom Gemeindesitz in Titting ist es etwa 2 km entfernt.

## Geschichte
Im Forst „Standesloh“ sind mindestens elf vorgeschichtliche Grabhügel nachgewiesen.
1248 werden Bürger der Bischofsstadt Eichstätt als von „Mantelach“ bezeichnet (der Ortsname lässt sich vom mittelhochdeutschen „mantl“ für Kiefer herleiten). 1302 verkaufte Graf Gebhard VII. von Hirschberg seine Güter in Mantlach an den Eichstätter Bischof. Im Zuge der Hirschberger Erbschaft 1305 wurde der Ort endgültig dem Hochstift Eichstätt zugesprochen. 1343 verkaufte der Eichstätter Bischof einen Hof in Mantlach an einen Eichstätter Bürger. Um 1448 besaßen die Herren von Brunneck Güter in Mantlach. 1546 gab es laut Salbuch des Amtes Brunneck in Mantlach 17 Höfe und ein Hirtenhaus (1938 abgerissen). Brunneck besaß die Vogteirechte und damit die niedere, das Richteramt Greding die Hochgerichtsbarkeit; auf die drei Güter des Eichstätter Domkapitels in Mantlach hatte allerdings das Kapitel selbst die Vogtei inne. Zwei Güter gehörten zu dieser Zeit dem Hochstift Eichstätt. Zum Kloster Wülzburg und zum Heilig-Geist-Spital Eichstätt gehörten nicht fest an Höfe gebundene sogenannte Feldlehen. Ein Hof war dem Predigerkloster Eichstätt, ein weiterer dem Kastner von Heideck lehenbar.
Ab 1808 gehörte das Dorf zum Altmühlkreis und darin zum Steuerdistrikt Titting, von 1810 bis 1817 zum Oberdonaukreis. Von 1838 an war der Ort mittelfränkisch und gehörte zum Bezirksamt Hilpoltstein, ab 1938 zum Landkreis Hilpoltstein. 1923 wurde der Ort elektrifiziert. 1951 schloss sich der Ort dem Landkreis Eichstätt an. 1956 wurde eine Flurbereinigung durchgeführt. Am 1. Januar 1972 fand im Zuge der Gebietsreform die Eingemeindung in den Markt Titting statt. 1983 zählte man bei 117 Einwohnern 13 landwirtschaftliche Vollerwerbs- und zwei Nebenerwerbsbetriebe. 1999 wurde das Dorf als Erholungsort staatlich anerkannt. 2007 hatte es 126 Einwohner.

## Kultur und Sehenswürdigkeiten

### Bauwerke

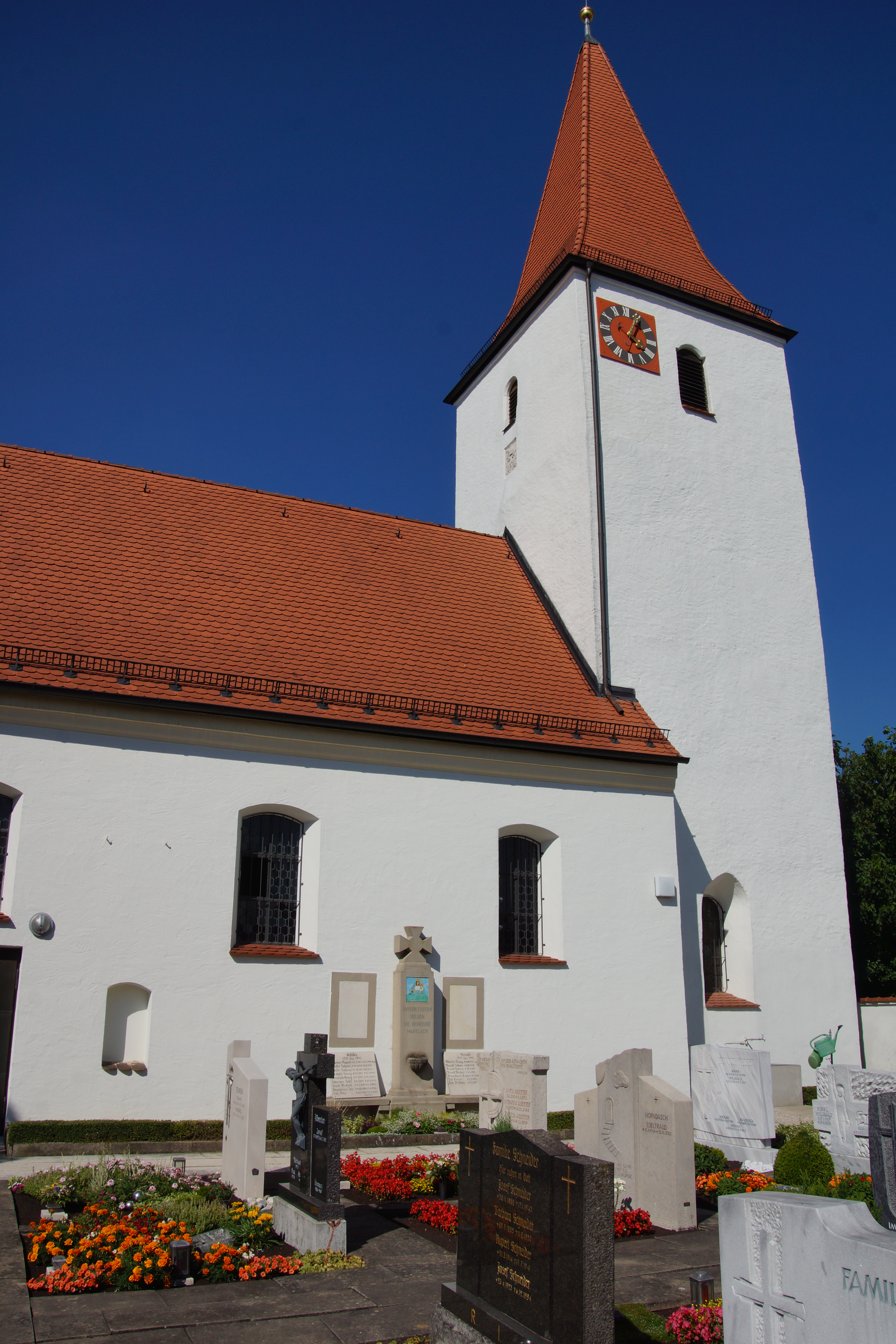
Filialkirche St. Johann Baptist - Mantlach

- Das Filialkirchdorf (von Morsbach) hat eine dem hl. Johannes dem Täufer geweihte Kirche, die 1613 neu erbaut wurde. 1892 wurde sie um zwei Achsen nach Westen verlängert. Der quadratische Turm trägt einen Helm aus teilweise grün glasierten Ziegeln. Der Hochaltar ist eine Frührokokoanlage von 1730 bis 1750; die beiden Seitenfiguren des Kirchenpatrons und des hl. Johannes des Evangelisten sind spätgotisch (um 1490). Die barocken Seitenaltäre stammen aus dem Mitte des 17. Jahrhunderts, die Kanzel ist etwas älter.
- Am Ortsausgang in Richtung Waizenhofen steht eine Kapelle mit einem „Heiland an der Geißelsäule“ aus dem 17./18. Jahrhundert.

## Wirtschaft und Infrastruktur

### Verkehr
Von der Bundesautobahn 9 erreicht man, von Süden kommend, Mantlach über die Ausfahrt Altmühltal und fährt durch das Anlautertal bis Titting. Von dort aus geht es in Richtung Thalmässing, bis man Mantlach erreicht. Von Norden kommend fährt man in Greding ab und gelangt über Grafenberg in Emsing in das Anlautertal.